# Pelsaert Island
Pelsaert Island är en ö i Australien. Den ligger i delstaten Western Australia, omkring 380 kilometer nordväst om delstatshuvudstaden Perth.
Stäppklimat råder i trakten. Genomsnittlig årsnederbörd är 424 millimeter. Den regnigaste månaden är juni, med i genomsnitt 81 mm nederbörd, och den torraste är februari, med 5 mm nederbörd.